# Велека
Велека — річка на південному сході Болгарії та у європейській частині Туреччини.
Бере початок у турецькій частині гірського масиву Странджа на висоті 710 м над рівнем моря. Загальна довжина дорівнює 147 км, з яких 25 км на території Туреччини, решта — у Болгарії. Загальна площа басейну — 995 км². Впадає до Чорного моря поблизу села Синеморець.
Екосистема річки відрізняється богатством флори та фауни, зокрема представлені 5 видів, включених до національної Червоної книги Болгарії.